# Erica whyteana
Erica whyteana là một loài thực vật có hoa trong họ Thạch nam. Loài này được Britten mô tả khoa học đầu tiên năm 1894.